# Instituto para la calidad del Gobierno
El Instituto para la calidad del Gobierno (en inglés The Quality of Government Institute, QoG; en sueco Institutet för forskning om korruption och samhällsstyrningens kvalitet, «Instituto de investigaciones sobre la corrupción y la calidad del Gobierno») es un instituto de investigación política de la Universidad de Gotemburgo.
El objetivo principal de sus investigaciones es estudiar cómo crear y mantener instituciones políticas de alta calidad. Las investigaciones abordan este problema desde tres vertientes: la teórica —definición de calidad del Gobierno y cómo y bajo qué circunstancias se pueden crear instituciones políticas de alta calidad—, la metodológica —estudios históricamente comparables y estudios a gran escala— y la empírica —recopilar datos dispersos por el mundo y centralizarlos en una base de datos única, mejorar su validez y fiabilidad y relacionarlos con indicadores objetivos y subjetivos de cada país—. El concepto de «calidad del Gobierno» ha ganado popularidad en los últimos años como forma de entender el crecimiento económico y el bienestar social en los países en vías de desarrollo.
Desde su fundación en 2004, el Instituto QoG ha reunido continuamente datos relativos a su campo de investigación. Desde 2008, también realizó sus propias encuestas en línea entre expertos de la Administración pública. La información se organiza en bases de datos que se pueden descargar libremente desde su página web. El uso de estos datos está ampliamente extendido en el ámbito de la investigación académica.
El Instituto QoG participa en varios proyectos de investigación internacionales. En el periodo 2012-2017, está coordinando una proyecto de gran escala, ANTICORRP, financiado por la Comisión Europea. También ha recibido financiación de las fundaciones Wallenberg y Banco de Suecia.